# Марі Сенн
Марі Сенн (справжнє ім'я Рокхем-Марі Сенн; нар. 29 червня 1993, Коростень) — відеоблогерка, співачка та акторка з України.

## Біографія
Батько африканець сенегальського походження, мама українка.
У 6 років мама записала Марі в модельну школу. Також в дитинстві ходила на акторські курси.
Була в складі української поп-групи. Виступала з нею на чемпіонаті Європи з футболу.
4 травня 2012 року зареєструвала канал на Youtube під назвою MariSenn.
У 2014 році виклала першу сольну пісню.
У лютому 2015 року почала вести відеоблог. Незабаром популярність каналу почала швидко зростати.
У 2016 році YouTube включив Марі Сенн до свого списку найвпливовіших дівчат-блогерів Росії, який був опублікований 8 березня. Марі була на 5-му місці після Каті Клеп, Естоніанни, Маші Вей і Агнії Вогник.
19 травня 2018 року виступила в московському ЦПКіВ «Сокольники» на IV щорічному фестивалі «Маївка лайв» телеканалу «Музыка Первого».
У червні виступила на фестивалі «ВідеоЖара» в Києві.
У серпні 2021 року Марі Сенн взяла участь в колаборації ТВОЕ х XO Team.
Марі Сенн є співзасновницею відомого російського тікток-хаусу XO team.

## Особисте життя
Зустрічалася з відеоблогером Германом Черних. Познайомилася в Києві.
У 2017 році запустила з ним на YouTube каналі сімейне реаліті-шоу XO Life, яке розповідає про життя відеоблогерів—початківців і стало першим реаліті-шоу в російськомовному сегменті цього відеохостингу.
Незабаром стало відомо, що пара розлучилася.